# Pamfou
Pamfou is een gemeente in het Franse departement Seine-et-Marne (regio Île-de-France) en telt 836 inwoners (1999). De plaats maakt deel uit van het arrondissement Melun.

## Geografie
De oppervlakte van Pamfou bedraagt 10,3 km², de bevolkingsdichtheid is 81,2 inwoners per km².
De onderstaande kaart toont de ligging van Pamfou met de belangrijkste infrastructuur en aangrenzende gemeenten.

## Demografie
Onderstaande figuur toont het verloop van het inwonertal (bron: INSEE-tellingen).